# El verdadero Furqan
El verdadero Furqan (al-Furqan al-Haqq) es un libro en árabe que emula al Corán pero incorpora elementos de las enseñanzas cristianas tradicionales.
De acuerdo a las Noticias Bautistas, Al-Mahdy, un miembro del comité ejecutivo de "Proyecto Omega 2011" lanzó El verdadero Furqan en abril de 1999; en él decía que los musulmanes "no han recibido el verdadero mensaje de la palabra de Dios". El libro es atribuido a autores bajo los seudónimos de "Al Saffee" y "Al Mahdee", y Anis Shorrosh lo tradujo al inglés. Él lo describió como "una herramienta para liberar a los musulmanes", y a su vez cree que Mahoma es "el anticristo". Contiene 77 capítulos, además de un prólogo y epílogo.
De acuerdo a Shorrosh, El verdadero Furqan es un intento de hacerle frente al desafío en el Corán de que no es posible crear un trabajo similar, e incorpora un mensaje con más contenido cristiano que islámico.
El misionero cristiano, el Dr. Ray Register, describió al libro como una herramienta efectiva para el "preevangelismo"; una ayuda para "criticar al Corán y a las habituales actitudes musulmanas hacia Jesús y su vida ética". El editor y encargado de la publicación American Thinker, Thomas Lifson, escribió que el libro "presenta la teología cristiana de una manera que puede ser comprendida y digerida por los musulmanes".
Asimismo se lo ha descrito como "propaganda cristiana"  debido a que su segundo verso "comienza hablando sobre la Santísima Trinidad, un concepto que no es islámico" y el American Muslim lo calificó como un "fraude"; representa una "medida desesperada para encontrar alguna forma de convertir a los musulmanes infieles, debido a que unos pocos cientos de años de esfuerzos coordinados han supuesto tan poco éxito. Otros críticos se refirieron a este como "pobre en cuánto a calidad y ridículo en cuánto a su contenido" y "un intento patético de tergiversar las enseñanzas del Corán al reproducir los que parecen ser versos de este".
Algunos creyentes del Islam sienten que El verdadero Furqan fue creado por los gobiernos de Estados Unidos o Israel como parte de una conspiración. El periódico egipcio Al-Usbūc expuso en su edición del 6 de diciembre de 2004 que "El verdadero Corán (sic) se creó con la participación de Israel y bajo las instrucciones directas del presidente de los Estados Unidos, George W. Bush". El Departamento de Estado de los Estados Unidos niega la participación de su gobierno en la creación de El verdadero Furqan. En referencia a esto, la traductora Anis Shorrosh expresó que "no hubo participación de Israel en la realización de este libro"".
La importación de este libro a India está prohibida.